# Crematogaster aurita
Crematogaster aurita är en myrart som beskrevs av Vladimir Aphanasjevich Karavaiev 1935. Crematogaster aurita ingår i släktet Crematogaster och familjen myror. Inga underarter finns listade i Catalogue of Life.